# دانبرووو
دانبرووو (به لهستانی:  Dąbrowo) یک روستا در لهستان است که در گمینا گرونوالد واقع شده‌است.